# تویوتد
تویوتد (به انگلیسی: Teviothead) یک روستا در بریتانیا است که در اسکاتیش بوردرز واقع شده‌است. تویوتد ۱۹۸ نفر جمعیت دارد.